# Leptonychia chrysocarpa
Leptonychia chrysocarpa är en malvaväxtart som beskrevs av Karl Moritz Schumann. Leptonychia chrysocarpa ingår i släktet Leptonychia och familjen malvaväxter. Inga underarter finns listade i Catalogue of Life.